# Peter Elliott (athlétisme)
Pour les articles homonymes, voir Elliott et Peter Elliott (homonymie).
Peter Elliott (né le 9 octobre 1962 à Rawmarsh en Angleterre) est un athlète britannique, évoluant sur les distances du 800 mètres et du 1 500 mètres.

## Biographie

### Palmarès
| Date | Compétition                    | Lieu      | Résultat | Épreuve | Performance   |
| ---- | ------------------------------ | --------- | -------- | ------- | ------------- |
| 1983 | Championnats d'Europe en salle | Budapest  | 2e       | 800 m   | 1 min 47 s 58 |
| 1983 | Championnats du monde          | Helsinki  | 4e       | 800 m   | 1 min 44 s 87 |
| 1986 | Jeux du Commonwealth           | Édimbourg | 3e       | 800 m   | 1 min 45 s 42 |
| 1987 | Championnats du monde          | Rome      | 2e       | 800 m   | 1 min 43 s 41 |
| 1988 | Jeux olympiques                | Séoul     | 4e       | 800 m   | 1 min 44 s 12 |
| 1988 | Jeux olympiques                | Séoul     | 2e       | 1 500 m | 3 min 36 s 15 |
| 1990 | Jeux du Commonwealth           | Auckland  | 1er      | 1 500 m | 3 min 33 s 39 |
| 1990 | Championnats d'Europe          | Split     | 4e       | 1 500 m | 3 min 39 s 07 |
| 1990 | Finale du Grand Prix IAAF      | Athènes   | 3e       | Mile    | 3 min 53 s 85 |

### Records
| Épreuve      | Performance   | Lieu      | Date              |
| ------------ | ------------- | --------- | ----------------- |
| 800 mètres   | 1 min 42 s 97 | Séville   | 30 mai 1990       |
| 1 500 mètres | 3 min 32 s 69 | Sheffield | 16 septembre 1990 |